# Pumpernudl

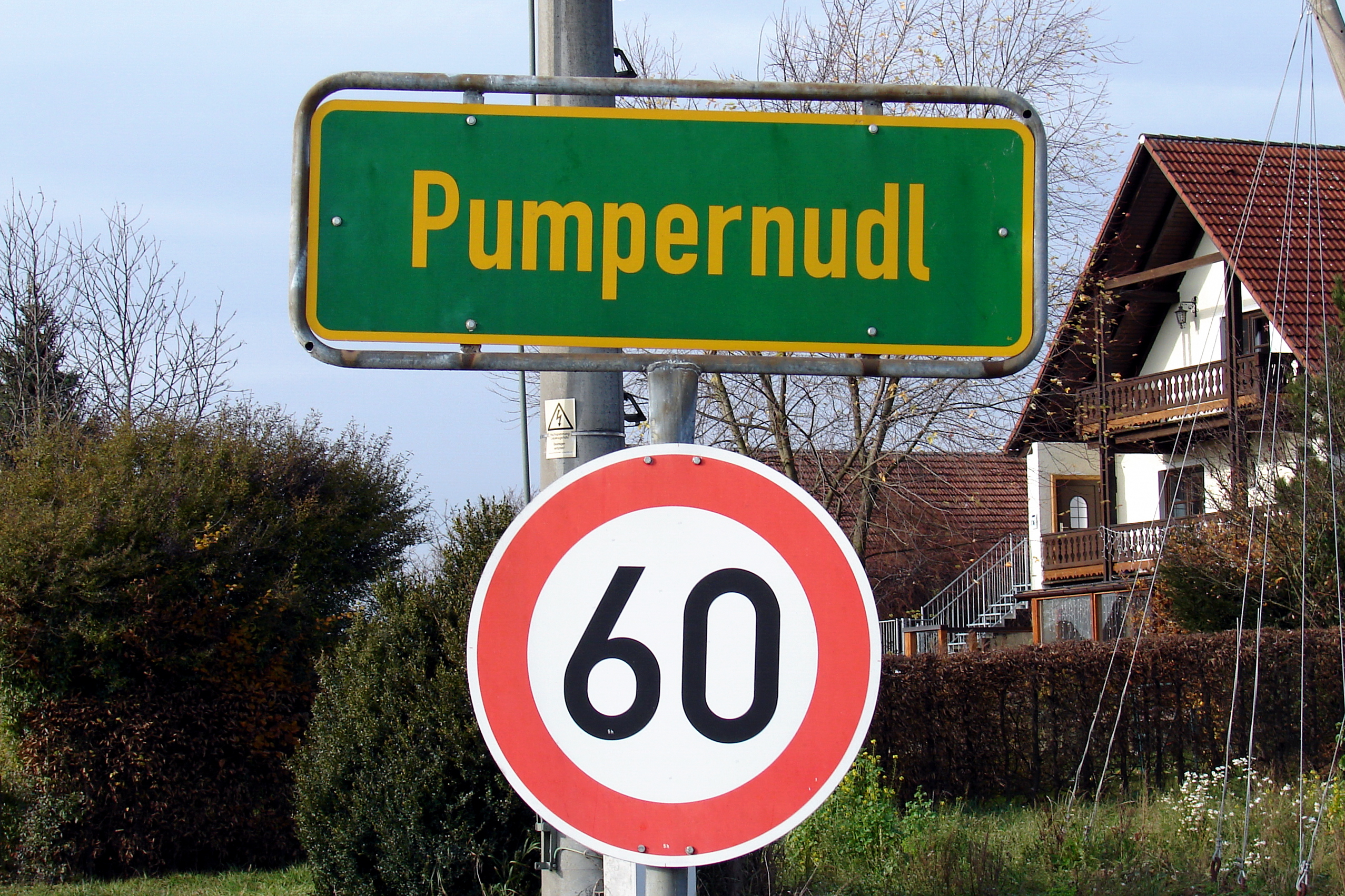
Ortshinweistafel von Pumpernudl

Pumpernudl ist ein Gemeindeteil der Gemeinde Rudelzhausen im Landkreis Freising (Oberbayern). 

## Geographie
Der landwirtschaftlich geprägte Weiler liegt auf einer Anhöhe in der Region Hallertau.   

## Geschichte
Der Ortsname geht vielleicht auf einen 1491 in einem Pfarrei-Manuskript erwähnten Hans der Pumperlurer zurück; die Ortshinweistafel ist als Souvenir beliebt.
Es gibt auch die ähnlich genannte Einöde Pumpernudel im Landkreis Erding.